# John Joale Tlhomola
John Joale Tlhomola SCP (ur. 12 marca 1966 w Pulane Ha Mosiuoa) – sotyjski duchowny katolicki, biskup diecezji Mohale’s Hoek od 2014.

## Życiorys

### Prezbiterat
W 1995 roku wstąpił do zgromadzenia Sług Chrystusa Kapłana. Święcenia kapłańskie otrzymał w dniu 28 marca 1998. Przez kilka lat pracował przy katedrze w Maseru, a w latach 2003-2010 był proboszczem w Motsekuoa. W 2010 został ekonomem seminarium, a w 2011 objął funkcję dyrektora generalnego zgromadzenia.

### Episkopat
11 lutego 2014 papież Franciszek mianował go biskupem diecezji Mohale's Hoek. Sakry biskupiej udzielił mu 10 maja 2014 emerytowany ordynariusz diecezji Mohale’s Hoek - biskup (późniejszy kardynał) Sebastian Koto Khoarai.